# آيسل (اسم)
آيسل ، اسم علم يطلق على الإناث. وهو اسم تركي نسائي شائع في تركيا وأذربيجان وأذربيجان الإيرانية وحديثا في بعض الدول العربية. 
معناه في اللغة اليونانية أو اللغة التركية هو وجه القمر المضيء أو ضوء القمر وتتميز الفتاة التي تحمل هذا الاسم بالعديد من الصفات الجميلة والحميدة منها أنها فتاة رقيقة، وذات طباع راقية، تعامل الأخرين بلطف لذلك فهي محبوبة من الجميع، كما أنها تهتم بمظهرها جيداً، و لديها شخصية قوية وتكافح لأجل ما تريد. 

## أصل الاسم
لا يوجد أصل لإسم آيسل في معجم اللغة العربية إنما هو اسم يوناني الاصل، وهناك أقاويل أخرى تنسب الاسم  إلي اللغة التركية، ولكن أكثر الآراء ترجح أن أصل الاسم هو يوناني. يمكن كتابة اسم آيسل بهذا الشكل Aisel أو باستخدام الزخرفة الكتابية بهذا الشكل Ãįšëł و Àïšėľ .

## أعلام
- آيسل بايكال (1939-2003) ، سياسية ووزيرة سابقة في تركيا
- آيسل سيليكيل (مواليد 1933) ، أكاديمية تركية ، باحثة قانونية ، مؤلفة ووزيرة عدل سابقة
- آيسل جويل (1929-2008) ، شاعرة غنائية تركية
- آيسل محمدوفا (مواليد 1989) ، مغنية أذربيجانية معروف باسم AISEL
- آيسل مانافوفا (مواليد 1990) ملكة جمال أذربيجان 2013
- آيسل أوزاكين ، روائية وكاتبة مسرحية تركية بريطانية
- آيسل أوزجان (مواليد 1978) ، رياضية تركية
- آيسل تاش (مواليد 1964) ، رياضية تركية
- آيسل تيمورزاده (مواليد 1989) ، مغنية بوب أذربيجانية
- آيسل توغلوك (مواليد 1965) ، سياسية تركية من أصل كردي